# Jongkolphan Kititharakul
Jongkolphan Kititharakul (thailändisch จงกลพรรณ กิติธรากุล, RTGS Chongkonphan Kitthirakun; * 1. März 1993 in Chiang Mai, auch bekannt als Chonthicha Kititharakul) ist eine thailändische Badmintonspielerin.

## Karriere
Jongkolphan Kititharakul wurde bei der Badminton-Juniorenweltmeisterschaft 2011 jeweils Fünfte im Damendoppel und im Mixed. Beim Smiling Fish 2011 belegte sie Rang drei im Mixed mit Wannawat Ampunsuwan. Bei der Japan Super Series 2012 wurde sie 17. im Doppel mit Rodjana Chuthabunditkul. Im selben Jahr wurde sie Zweite bei den Bahrain International 2012. Bei den Macau Open 2012 und dem India Open Grand Prix Gold 2012 stand sie in der zweiten Runde des Hauptfeldes des Damendoppels. Beim Smiling Fish 2013 belegte sie in der gleichen Disziplin Rang zwei. Beim letztgenannten Turnier gewann sie des Weiteren die Mixedkonkurrenz. Bei den Australia Open 2013 und den New Zealand Open 2013 schied sie dagegen schon in der ersten Runde aus. 2023 gewann sie im Damendoppel bei den French Open.